# Random Recipe
Random Recipe est un groupe musical canadien basé à Montréal, Québec, composé de Frannie Holder (chant et guitare), Fab (rap, beatboxing, steel drum), Vincent Legault (guitare et claviers) et Liu-Kong Ha (percussions et claviers). 
Bien que le groupe se produise et enregistre principalement en anglais, un grand nombre de leurs chansons contiennent des paroles en espagnol et en italien. Le groupe a effectué des tournées en Amérique du Nord, Amérique du Sud et en Europe, et a sorti quatre albums.

## Histoire

### Création
Les deux premiers membre du groupe, Frannie Holder et Fabrizia Di Fruscia (FAB) se sont rencontrés en 2005 alors qu'ils étaient tous deux étudiants à l'université, étudiant respectivement les sciences politiques à l'université McGill et la traduction à l'université Concordia. Leur premiers spectacles publiques sont gratuits et spontanés, ayant lieu notamment dans les parcs, dans les taxis et dans le métro de Montréal.
En 2007, le duo forme Random Recipe. En 2008, ils jouent dans le cadre du Pop! Festival de Montréal, et sont salués par Spin (magazine) comme l'un des 5 meilleurs groupes montréalais prometteurs. Leur son est décrit comme éclectique mais accessible, un mélange entre CocoRosie et les Beastie Boys En 2009, ils reçoivent le prix du meilleur nouveau groupe par le Montreal International Music lnitiative (MIMI).

### 2010-2013
En 2010, Random Recipe se produit au Halifax Pop Explosion. Ils signent ensuite avec le label discographique Bonsound. Un premier album en résulte qui sort en septembre 2010. Nommé Fold It! Mold It, il apparait dans le Top 50 national d'Earshot en octobre. Random Recipe se produit au Festival d'été de Québec et au M pour Montréal en 2010 et 2011.
Le groupe continue d'organiser des spectacles impromptus dans des poutineries et des pizzerias. Legault, qui a étudié la percussion et la guitare jazz à l'Université McGill, et Liu-Kong Ha, qui a étudié au Conservatoire de musique et d'art dramatique du Québec à Montréal, se sont joints au groupe. Ils complètent ainsi le son du groupe en incluant xylophone, mélodica, omnichord, steel drums et kazoo. En juillet 2011, Random Recipe participe aux célébrations de la fête du Canada sur la colline du Parlement à Ottawa, se produisant devant un public qui comprend William de Cambridge et Catherine Middleton, duc et duchesse de Cambridge. Ils jouent également au SXSW à Austin (Texas).  
Random Recipe reçoit le Prix Miroir 2011 du meilleur artiste canadien et le prix RIDEAU Étoiles Galaxie 2011. Le groupe est nommé dans trois catégories à l'Adisq 2011 (album de l'année - anglophone, artiste québécois de l'année - autres langues, et pochette d'album de l'année). L'album Fold It! Mold It! est réédité en janvier 2012 en France par Chapter Two Records. Random Recipe collabore ensuite avec Pierre Lapointe, Alex Nevsky, DJ Champion, Jérôme Minière et Natasha Kanapé Fontaine. 

### Depuis 2014
En février 2014, Florent Legault est embauché comme cinquième musicien pour accompagner le groupe lors des longues tournées. Cette année-là, le groupe se produit à nouveau au SXSW. Vincent Legault, peu friand des grands voyages, quitte le groupe en 2015. En 2018, après son retour d'une tournée en Amérique du Sud, Random Recipe sort son quatrième album, Distractions. Le single, Fight the Feeling, est régulièrement diffusé par Radio Canada. Le groupe part ensuite  pour une tournée européenne, avec un arrêt au Festival Ypsigrock en Sicile. 
En 2020, Toyota utilise la chanson Out of the Sky de Random Recipe dans une publicité télévisée pour sa Toyota Yaris.

## Discographie
- Septembre 2010, Fold It! Mold It!
- Octobre 2011, Shake It! Bake It!
- Octobre 2013, Kill the Hook
- Mars 2018, Distractions